# Brest 2004
La quatrième édition des Fêtes maritimes de Brest a eu lieu du 10 juillet 2004 au  16 juillet 2004.  
À l'occasion de Brest 2004, le festival a accueilli environ 2 000 voiliers de tous les types, des plus anciens des côtes européennes aux répliques à l'identique de navires d'avant le XXe siècle, grands voiliers étrangers et voiliers de travail, voiliers de plaisance, voile et aviron...
Une grande parade maritime  a eu lieu de Brest à Douarnenez le 16 juillet.

## Quelques chiffres
- Plus de 2000 voiliers traditionnels ou d’inspiration classique venus de 30 nations différentes
- 17 000 marins
- 60 grands bateaux charters européens
- 10 répliques historiques
- 300 exposants
- 2 000 musiciens, artistes et animateurs
- 800 journalistes du monde entier
- 350 entreprises associées à la manifestation
- 6 000 bénévoles des associations locales
- près d'1 million de visiteurs attendus
- 6 journées complètes et 6 soirées d’animations maritimes, culturelles et festives
- feu d’artifice et spectacle pyrotechnique différent chaque soir

## La fête sur les quais
- Différents villages accueillent les pays étrangers invités comme le Brésil, l'Éthiopie, la Norvège et la Suisse ; ceux de la Marine Nationale, de Terres de Bretagne, de l'Office du Tourisme britannique pour les 100 ans de l' Entente cordiale, expositions multiples et espace enfants...
- Toutes les journées, des animations musicales en continu, avec des chants de marins, musique bretonne et celtique, fanfares étrangères...
- Différents concerts, chaque soir : Carlos Nunez, Christophe Miossec, Yann Tiersen, Matmatah, Gilberto Gil...

## Participation française

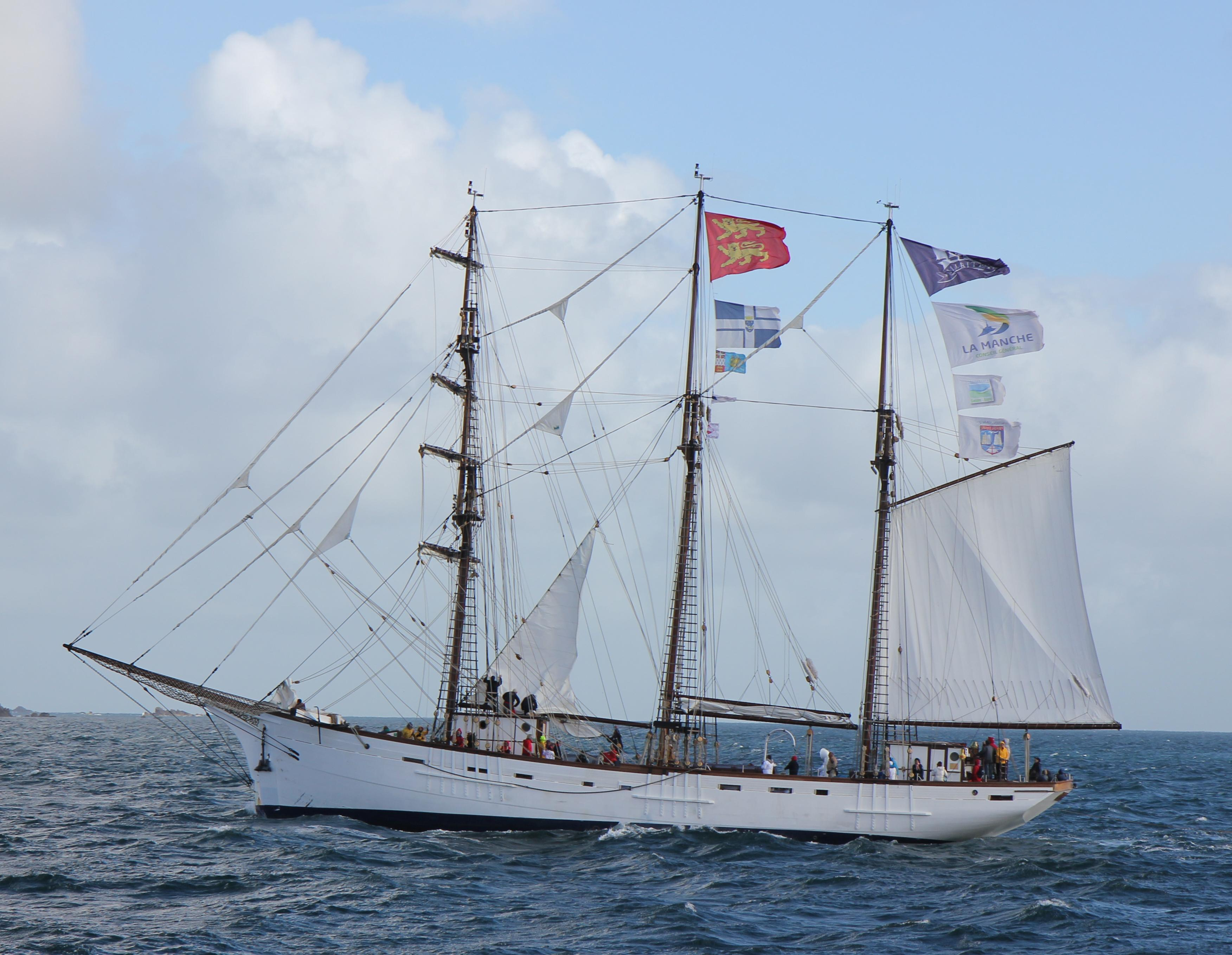
La Marité
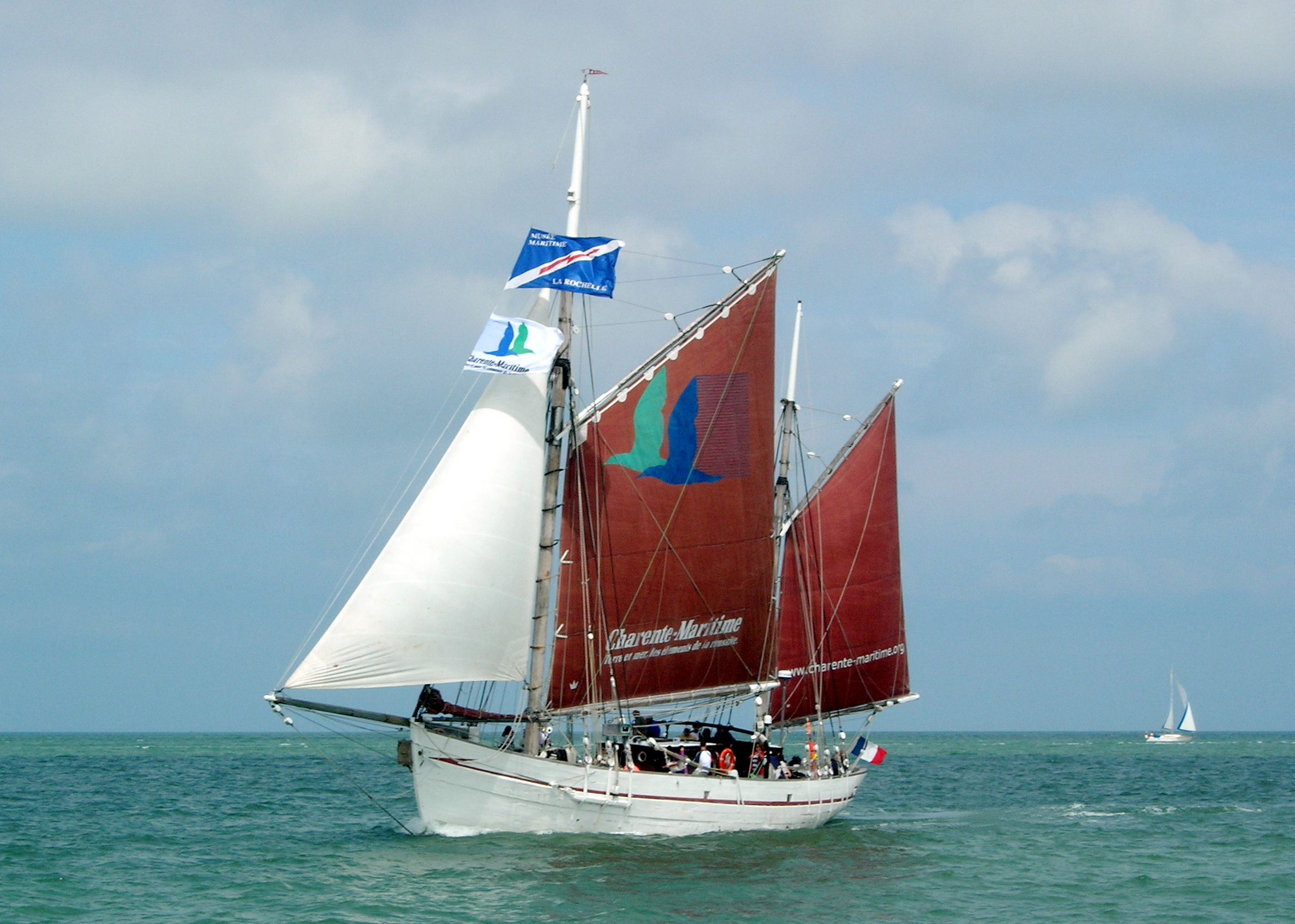
Notre Dame des Flots
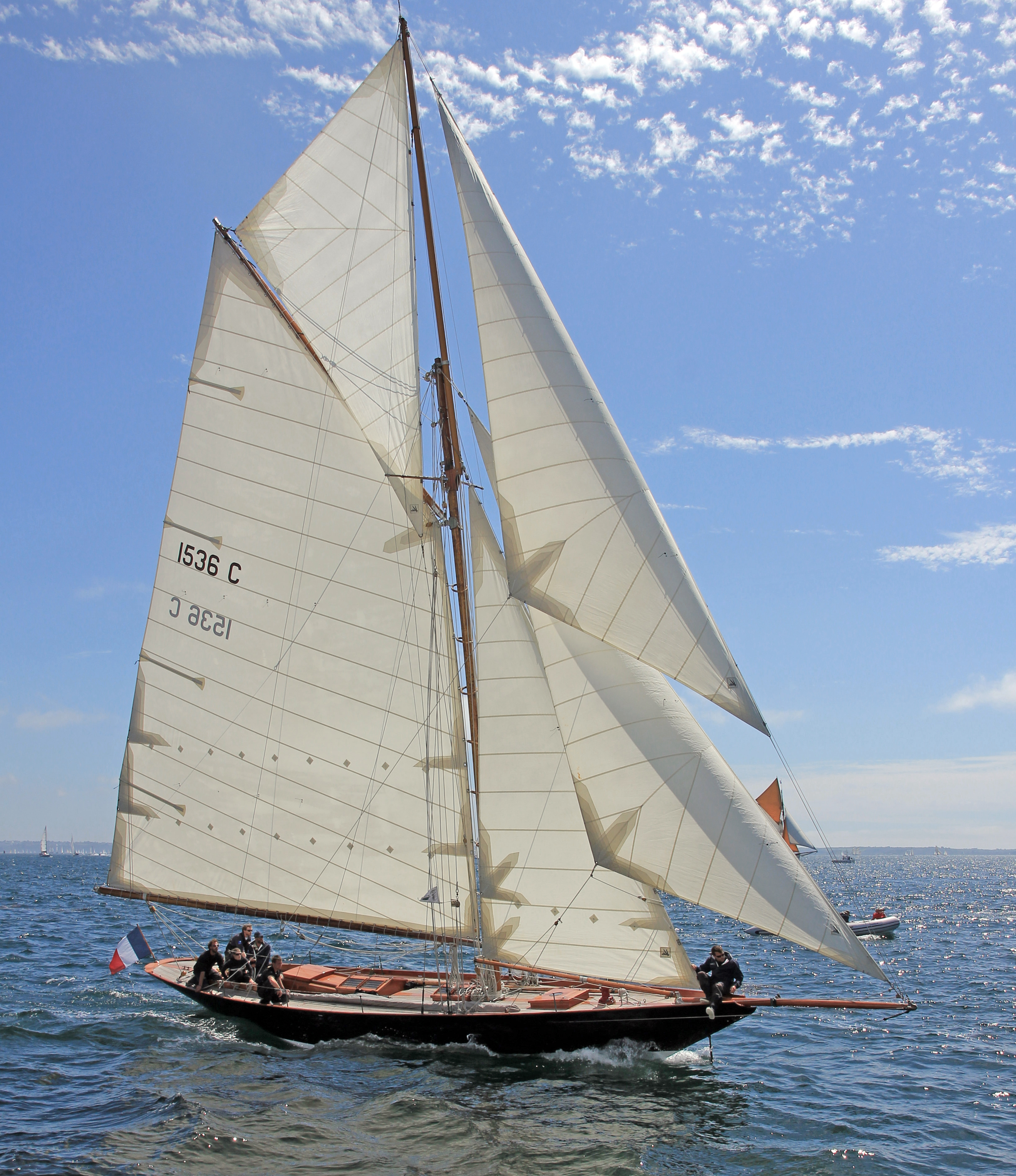
Le Pen Duick

## Participation étrangère

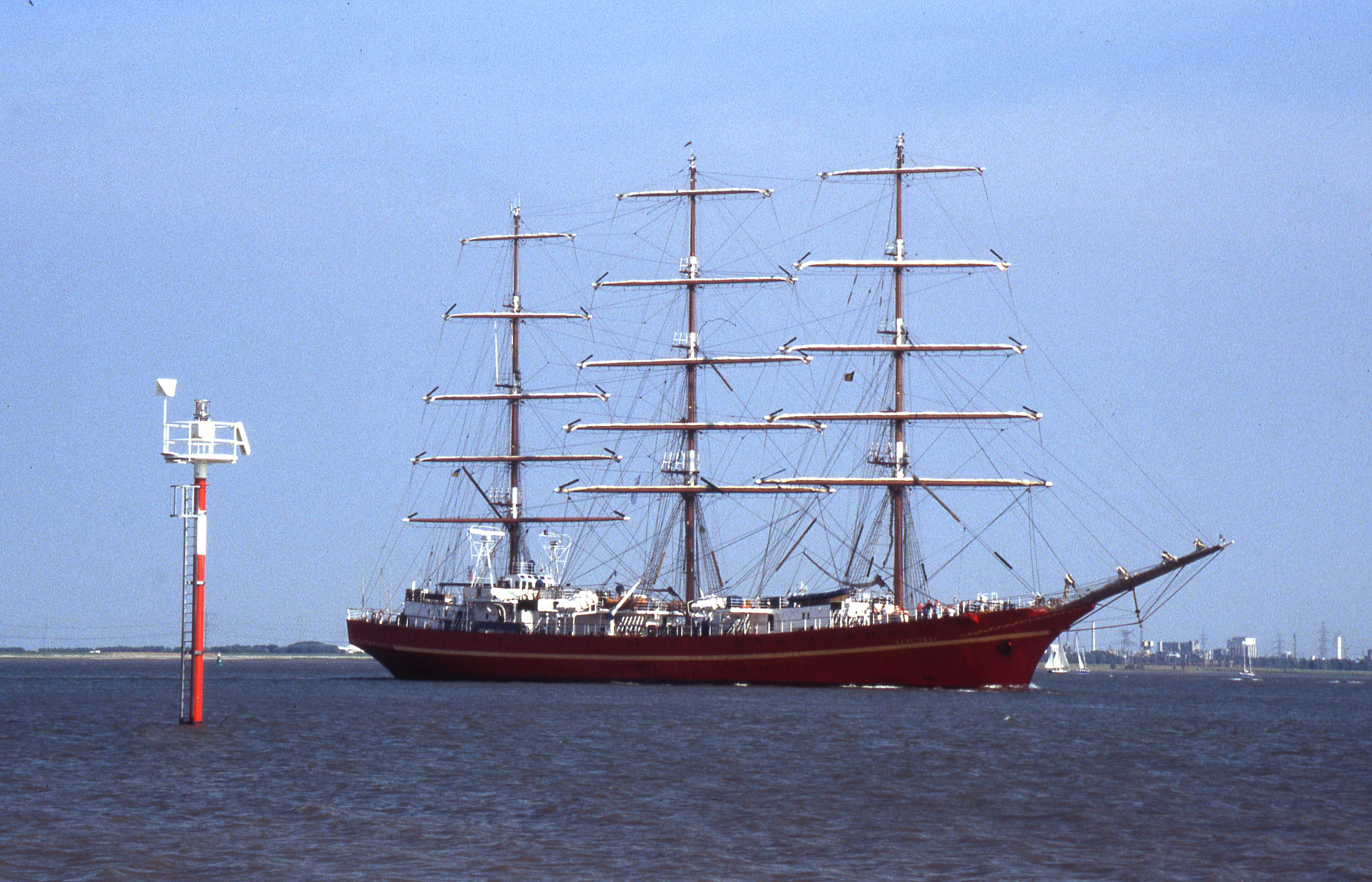
Le Khersones
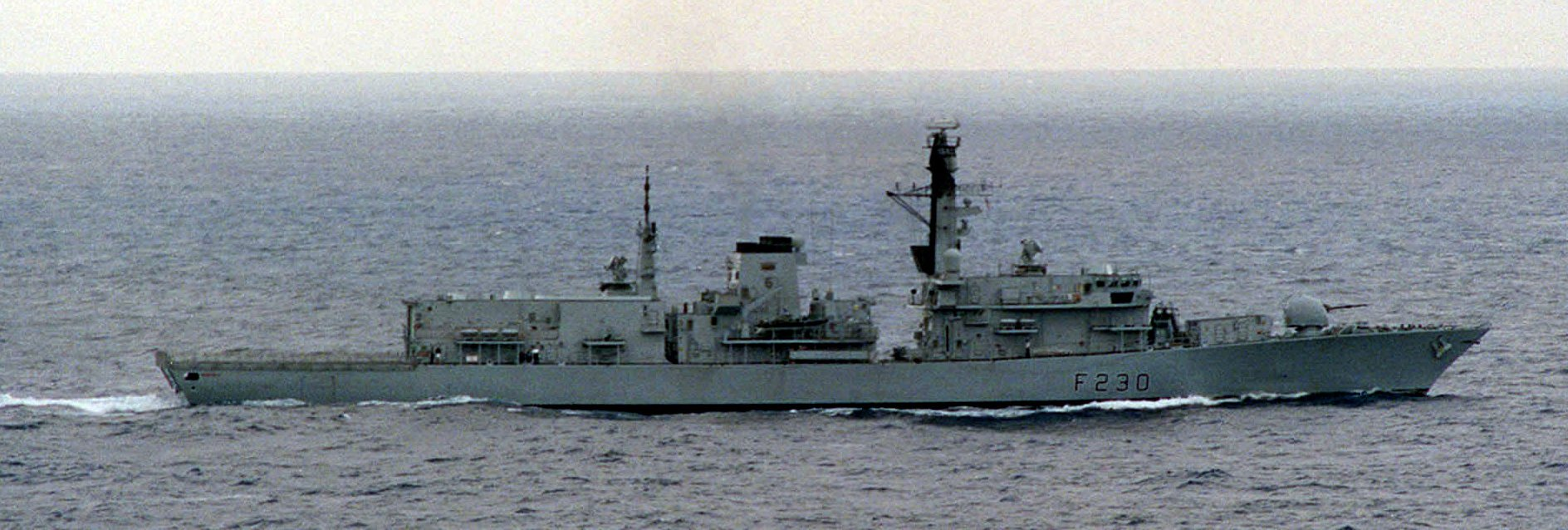
Le HMS Norfolk (F230) frégate de Type 23
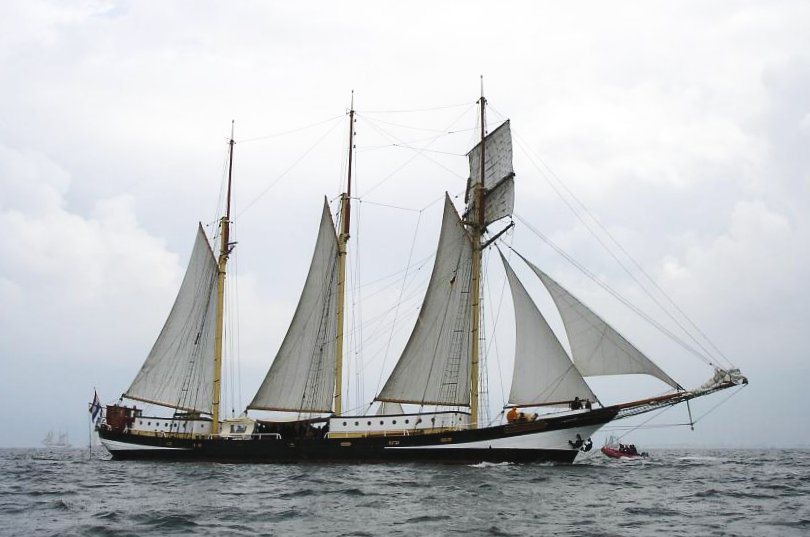
Le Swaensborgh
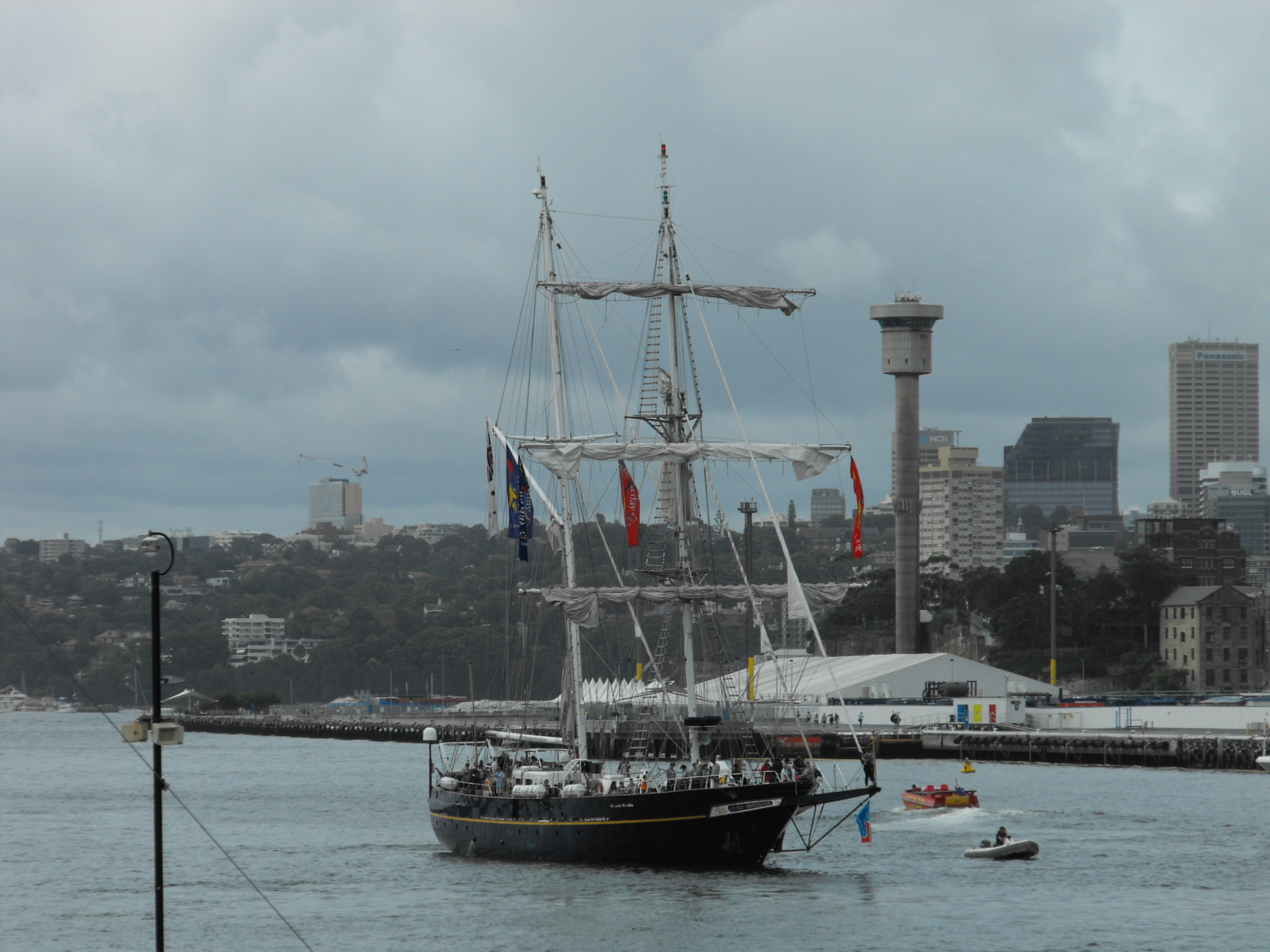
Le STS Young Endeavour